# Rue Lafayette (Munch)
Rue Lafayette (auch Rue La Fayette) ist ein Gemälde des norwegischen Malers Edvard Munch. Es entstand 1891 in Paris während einer kurzen Phase, in der der Maler mit den Stilmitteln des Impressionismus experimentierte, bevor er sich dem Synthetismus, Symbolismus und Expressionismus zuwandte. Das Bild zeigt einen Mann, der von einem Balkon herunter auf das Straßenleben der Pariser Rue La Fayette blickt. Seine besondere Wirkung erfährt es durch die raschen, schrägen Pinselstriche sowie die steile Perspektive, mittels der der Betrachter in den Abgrund blickt.

## Bildbeschreibung
Eine männliche Figur mit Zylinder steht auf einem Balkon und beugt sich über das Geländer. Sie steht laut Ulrich Bischoff „stellvertretend für den Betrachter“ und richtet „den Blick eines Flaneurs“ in die Tiefe. Auf dem linken Teil der Bildfläche sind Hausfassaden sowie eine durch Pferdekutschen und Passanten belebte Straßenkreuzung zu sehen. Sie sind in der Technik des Pointillismus mit parallelen, diagonalen Pinselstrichen in klarem Rot, Blau und Gelb gemalt. Die insgesamt dominierende Farbe ist Blau. Zwischen dem Auftrag der Ölfarbe ist immer wieder die grundierte Leinwand zu erkennen, deren Farbe so ebenfalls zum Gesamteindruck des Bildes beiträgt. Der Winkel der raschen, schrägen Pinselstriche folgt ungefähr der Sonneneinstrahlung. Ihre linearen Muster vermitteln den Eindruck von Bewegung, von vorwärts drängenden Menschen und Kutschen.
Auf der rechten Seite des Bildes, bei der Darstellung der männlichen Figur und des Balkons, findet sich die pointillistische Malweise nicht wieder. Hier sind mit verdünnter Farbe gerade und geschwungene Linienmuster aufgetragen, die an Arabesken erinnern. Die Konturen sind stärker, die Linien runder, die Farben dunkler. Sie geben dem ansonsten leuchtenden und vibrierenden Bild laut Tone Skedsmo „Schwere und Stabilität“. Der Betrachter steht ruhig und unbeweglich vor der Geschwindigkeit und dem Gewimmel auf der Straße. Die Linien des Balkongeländers sorgen für eine starke Tiefenwirkung, deren Fluchtpunkt laut Reinhold Heller über die Leinwand hinauszuführen scheint. Während der Kopf der männlichen Figur genau auf dem „schwindelerregenden“ Fluchtzug der Straße liegt, stehen seine Füße auf der Fluchtachse des Balkons. Die Raumtiefe löst sich im hellen Blaugrau der Häuserschatten auf.

## Bildanalyse

### Munchs „impressionistische Periode“
Im Herbst 1889 reiste Edvard Munch nach Paris, um die dortige Kunstszene zu studieren. Später zog er weiter nach Saint-Cloud an der Seine, nur wenige Kilometer außerhalb von Paris. Die Weltausstellung bot ihm die Möglichkeit, einen Überblick über die zeitgenössische Kunst zu gewinnen. Munch lernte in Paris die Werke Gauguins, van Goghs, Toulouse-Lautrecs, Caillebottes, Carrières, Ensors, Whistlers und der Neoimpressionisten kennen. Anfänglich spiegeln seine Werke dieser Zeit insbesondere seine Auseinandersetzung mit dem Impressionismus wider, so Die Seine bei Saint-Cloud oder Frühling auf der Karl Johans gate aus dem Jahr 1890. Im Rahmen des Frankreichaufenthalts, der mit Unterbrechungen bis 1892 dauerte, schuf er aber auch seine ersten symbolistisch-expressiven Bilder, die für sein Werk prägend wurden, so etwa das 1890 entstandene Nacht in Saint-Cloud.

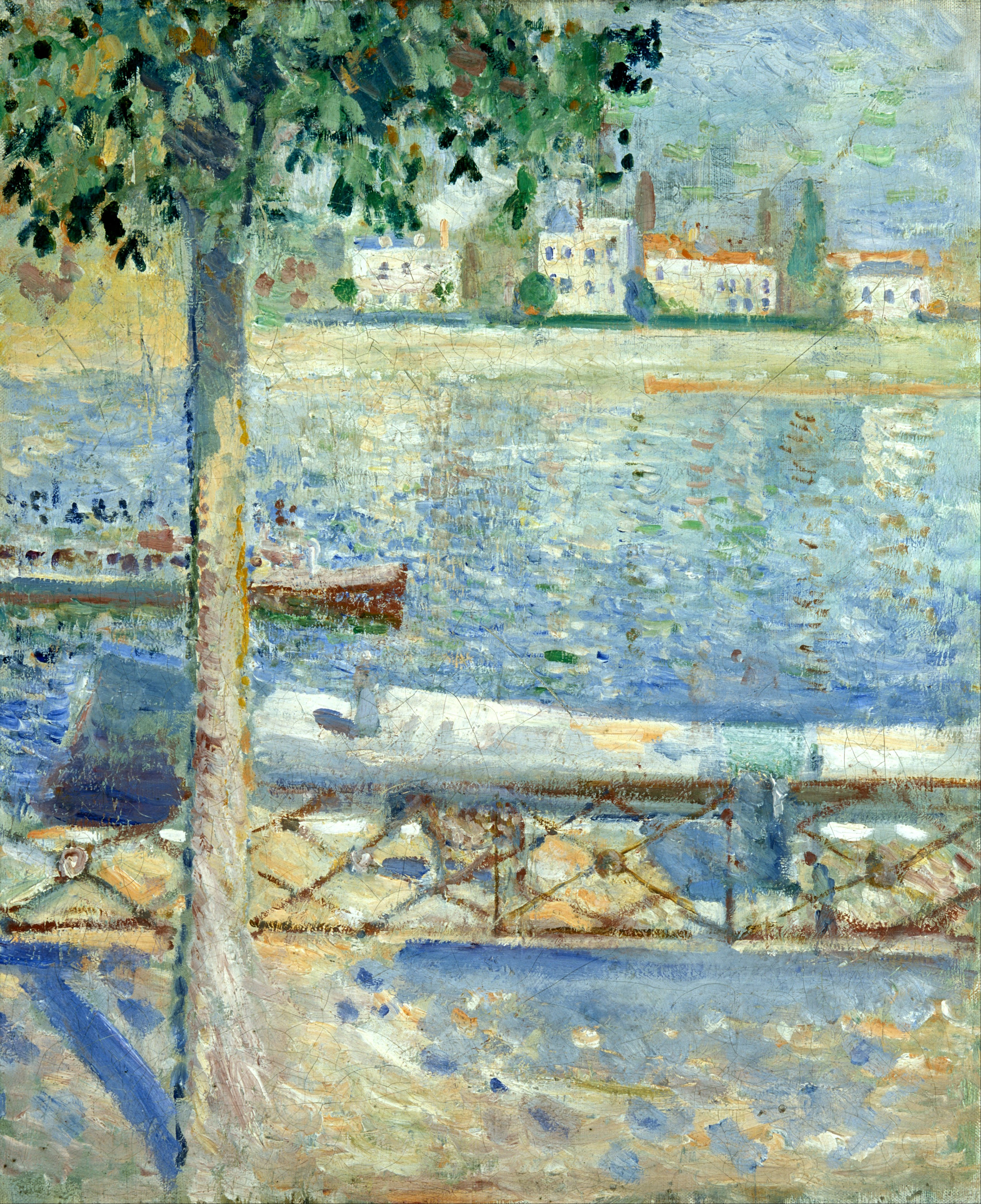
Die Seine bei Saint-Cloud (1890), Munch-Museum Oslo
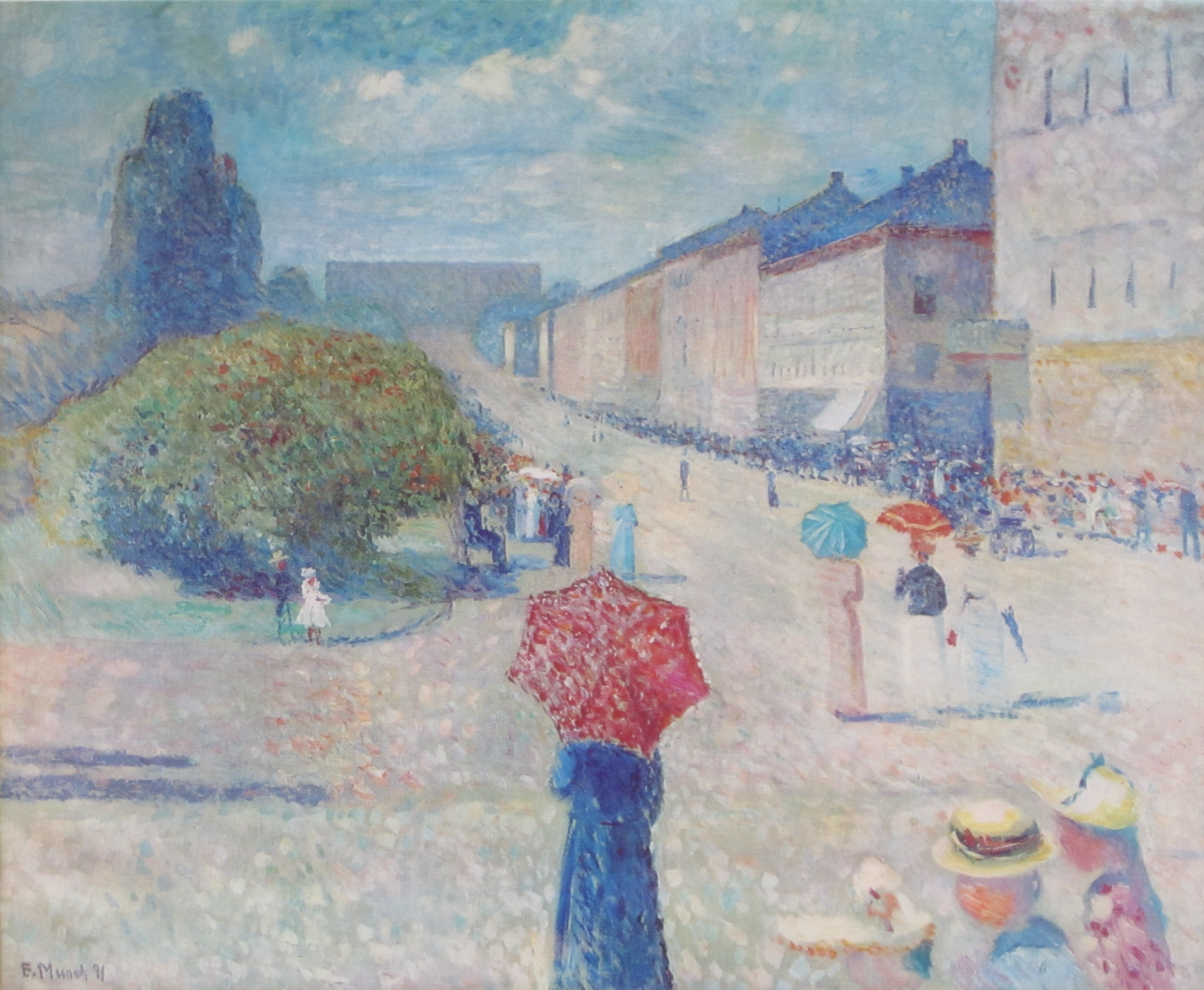
Frühling auf der Karl Johans gate (1890), Bildergalerie Bergen
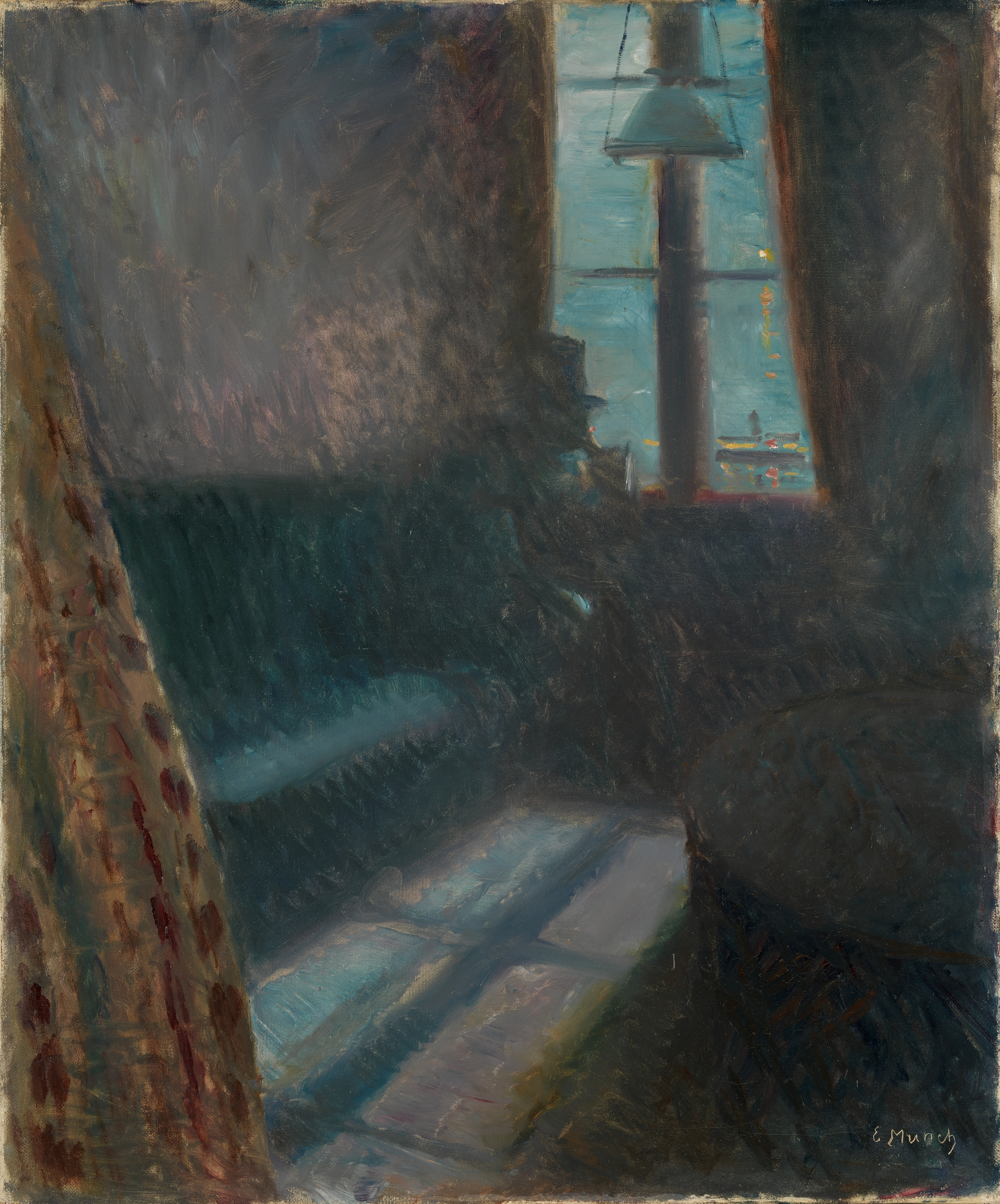
Nacht in Saint-Cloud (1890), Norwegische Nationalgalerie

Munch selbst beschrieb Bilder wie Rue Lafayette rückblickend als ein lediglich „kurzes Aufflackern meiner impressionistischen Periode“. Schon im Frühjahr 1890 hatte er sich in dem programmatischen Text Saint-Cloud-Manifest von Naturalismus und Impressionismus losgesagt: „Keine Interieurs sollten mehr gemalt werden, keine Menschen, die lesen, keine Frauen, die stricken. Es müßten lebende Menschen sein, die atmen und fühlen, leiden und lieben.“ Laut Tone Skedsmo experimentierte Munch lediglich mit den technischen Möglichkeiten, die ihm Impressionismus und Neoimpressionismus boten, und verwarf alles, was ihn auf der Suche nach einer ihm gemäßen Ausdrucksform nicht weiterbrachte.

### Inspiration fürRue Lafayette
Nicht nur im Stil von Rue Lafayette griff Munch Techniken des Impressionismus auf, auch das Motiv eines Blickes aus erhöhter Perspektive auf die durch den Städteplaner Georges-Eugène Haussmann unter Napoleon III. quer durch Paris geschlagenen Straßenzüge und das wimmelnde Straßenleben war von Impressionisten bereits ausgelotet worden, so etwa von Claude Monet 1873/74 in Boulevard des Capucines. Gustave Caillebotte richtete 1880 in Un balcon den Blick erstmals weg von der wimmelnden Menge hin zu deren Betrachtern und ihrem nach unten gerichteten Blick. Eine gespiegelte Perspektive, die Munchs Komposition vorwegzunehmen scheint, zeigt Caillebottes L’Homme au balcon aus dem gleichen Jahr.

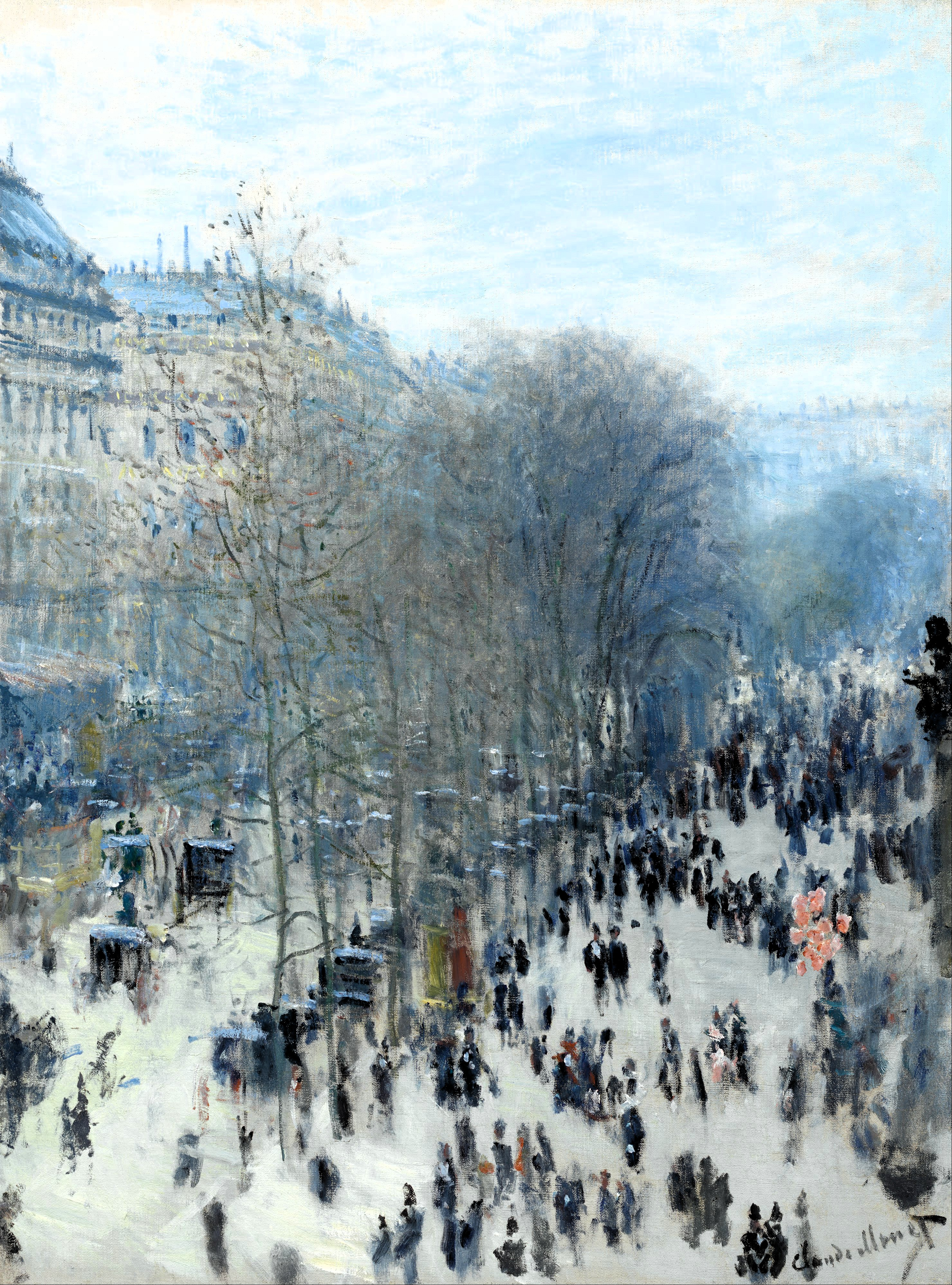
Claude Monet: Boulevard des Capucines (1873/74), Nelson-Atkins Museum of Art, Kansas City
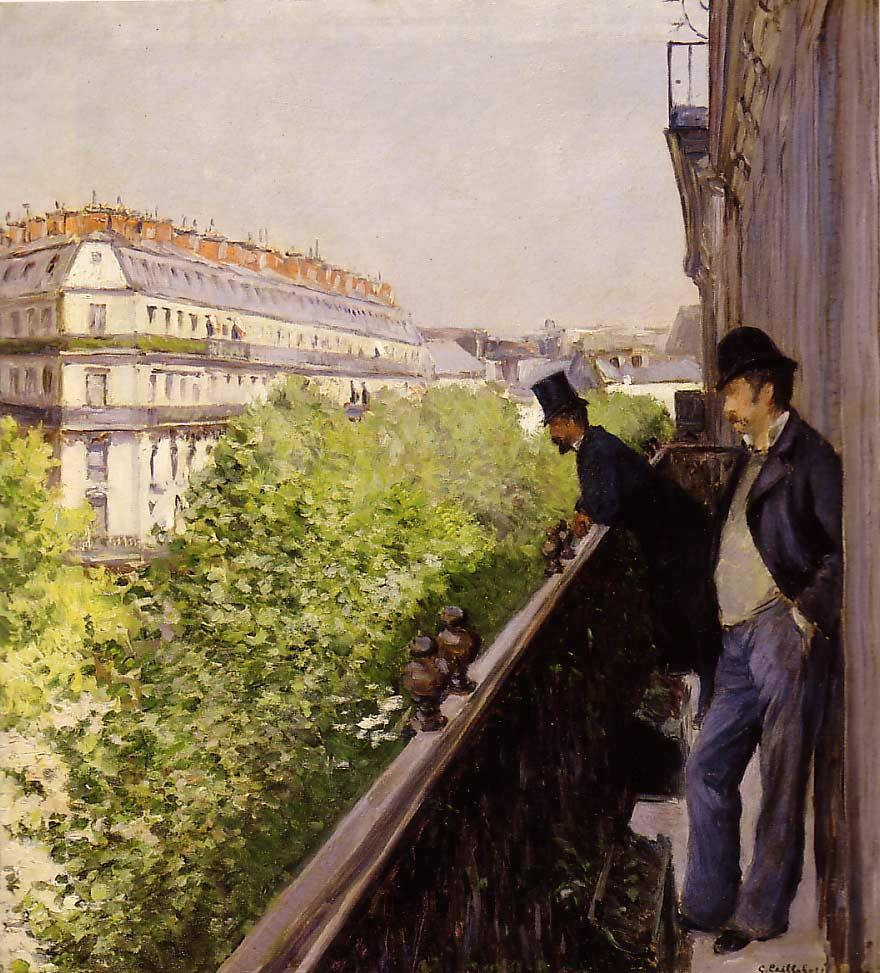
Gustave Caillebotte: Un balcon (1880), Privatsammlung
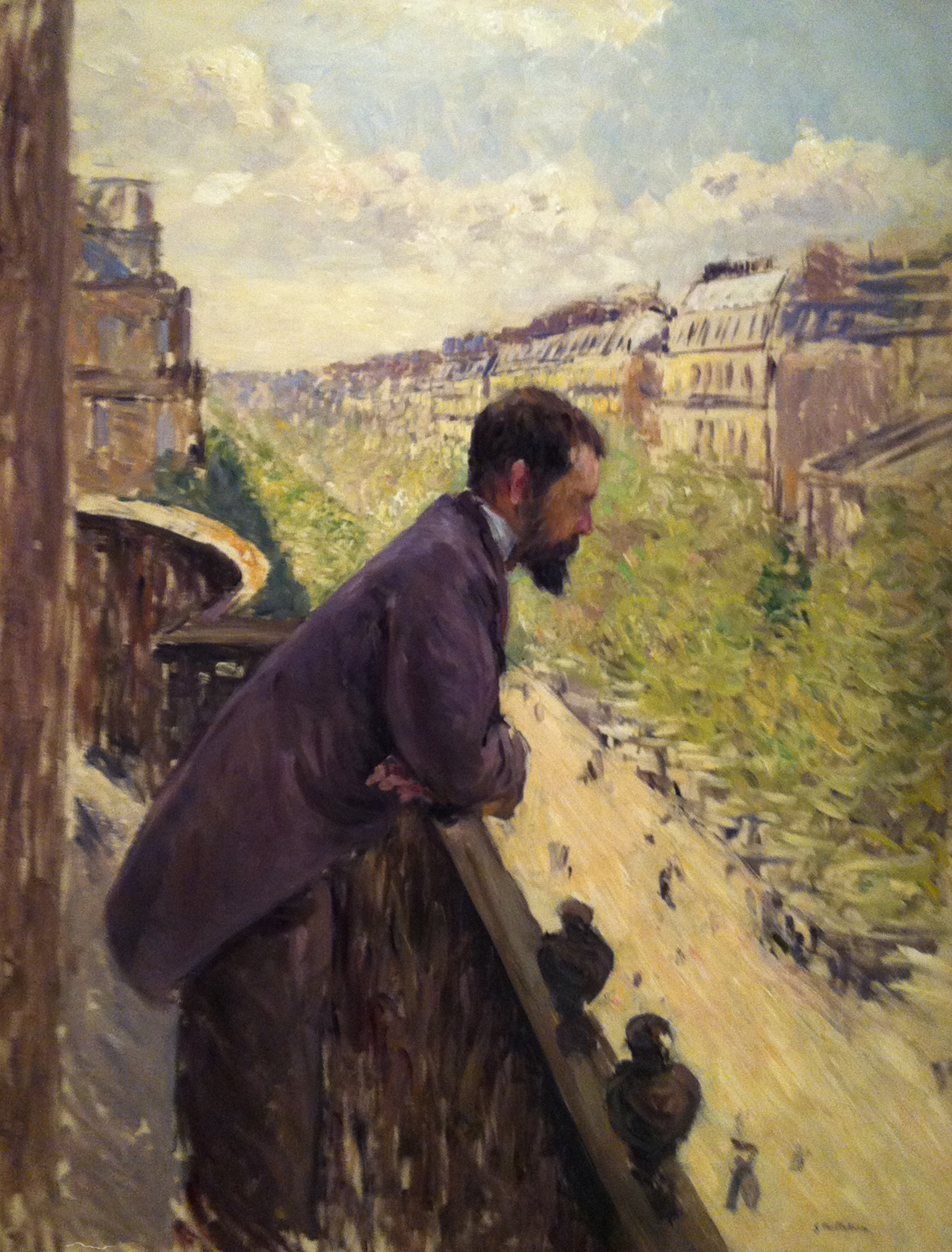
Gustave Caillebotte: L’Homme au balcon (1880), Privatsammlung

Die kompositorische Ähnlichkeit von Rue Lafayette und Caillebottes Balkon-Darstellungen hat zu vielen Spekulationen geführt, dass Munch die Bilder oder den Maler gekannt haben musste, ja dass er sein eigenes Bild sogar von dessen Appartement am Boulevard Haussmann aus gemalt hätte. Tatsächlich waren Caillebottes Bilder allerdings während Munchs Paris-Besuchen niemals ausgestellt, und es lässt sich keine Bekanntschaft der beiden Maler nachweisen. Zudem wohnte Caillebotte 1891 gar nicht mehr am Boulevard Haussmann. Stattdessen lässt sich der Ort, von dem aus Munch Rue Lafayette malte, eindeutig als das Hotel in der Rue Lafayette 49 identifizieren, in dem der Maler im April 1891 logierte. So sind etwa die Gabelungen zur Rue Druot und zur Rue du Faubourg Montmartre zu erkennen und im Hintergrund als blaue Masse die aufragende Opéra Garnier. Oskar Bätschmann verortet Munchs Balkon auf der fünften oder sechsten Etage des Gebäudes.
Rodolphe Rapetti vermutet, es könnte eine damals in Skandinavien einflussreiche Studie zum Impressionismus von Andreas Aubert in der Zeitung Aftenposten aus dem Jahr 1883 gewesen sein, die Munch zu seiner Straßenszene beeinflusst hatte. Hierin bezeichnete Aubert Monets Boulevard des Capucines auf den ersten Blick als „irrationales Durcheinander“, das sich erst aus der Ferne auflöst: „Die Linien geraten wie das Gewimmel einer Menge in Bewegung, die blauen Flecken verwandeln sich in eine Droschke und das Gelb wird zum Kiosk. […] Ist hier Verrücktheit im Spiel? In diesem Fall hätte die Verrücktheit Methode. Es ist ganz einfach genial.“

### Dynamik und Abgrund
Während Reinhold Heller in den Bildern von Monet und Caillebotte vor allem eine Stimmung der Ruhe und Stille ausmacht, ist die Wirkung von Rue Lafayette eine vollkommen entgegengesetzte von aufgeregter Dynamik. So verwendet Munch auch die Technik des Pointillismus in Rue Lafayette nicht, um eine größere Leuchtkraft oder Farbharmonie zu erzeugen, wie dies die Absicht der Neoimpressionisten war, sondern um die Bewegung und Geschwindigkeit des Straßenlebens einzufangen. Gerade der Kontrast des statisch gemalten Balkons und Mannes zum diagonalen Muster der Pinselstriche verleiht der Straßenszene Lebendigkeit und Dynamik. Auch die Tiefenwirkung des scheinbar aus der Leinwand herausführenden Fluchtpunktes raubt dem Bild jede Ruhe und Statik. Straße und Balkon verbinden sich für Heller nicht zu einer harmonischen Einheit, sondern die Komposition zerfällt inhaltlich und formal in ihre Elemente.
Der Zweck des Bildes, dem sich alle einzelnen Elemente unterordnen, ist für Heller eine Reverenz vor dem  mobilen Lebens in der modernen Großstadt, zwanzig Jahre bevor die Kunstrichtung des Futurismus aus der Taufe gehoben wurde. Für Karin Sagner lösen sich bei Munch Kutschen und anonyme Fußgänger in eine allgemeine Bewegung auf, und das Bild wird zum Gleichnis. Die ungewohnte Sturzperspektive bricht den gängigen Blick auf die Stadt und ihre Bewohner auf und regt Munch zu einem quasi-fotografischen Blick an, einem Blick der Moderne.
Oskar Bätschmann sieht in Rue Lafayette mehr als „nur eine Fingerübung in der impressionistischen Manier“. In der Konfrontation von einem Betrachter und der vor ihm liegenden Welt en miniatur, von Nähe und Ferne weckt Munch Gefühle von Entfremdung, Abgrund und Gefährdung. Und er entwickelt zum ersten Mal in seinem Werk zwei Chiffren, die für spätere, bedeutendere Werke prägend werden sollten: Melancholie und Verzweiflung, die durch die Figur eines melancholischen Betrachters und die rasende Perspektive ausgedrückt werden. Bilder wie Verzweiflung und Der Schrei bedienen sich ebenfalls dieser Chiffren.

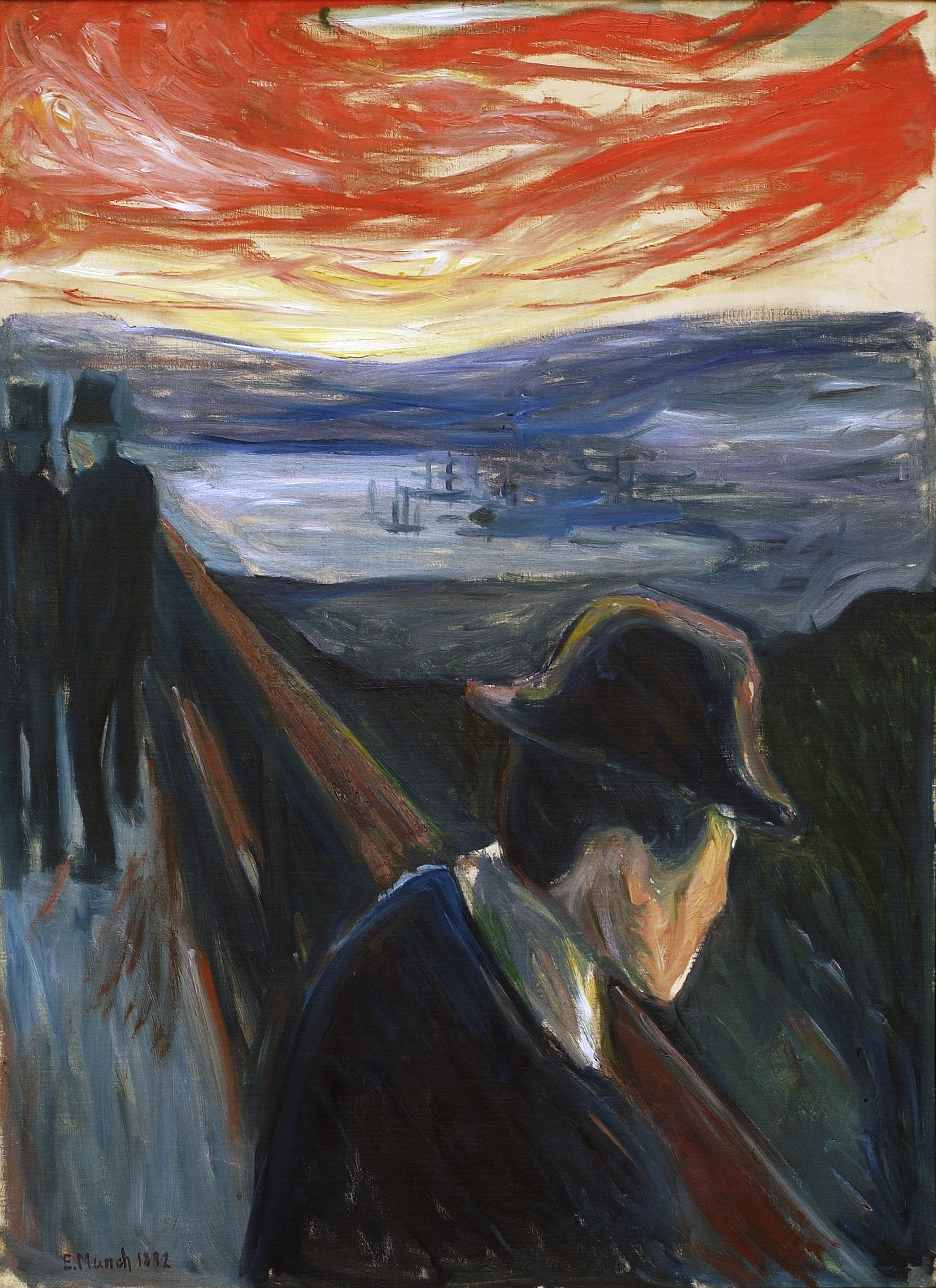
Verzweiflung (1892), Thielska galleriet, Stockholm
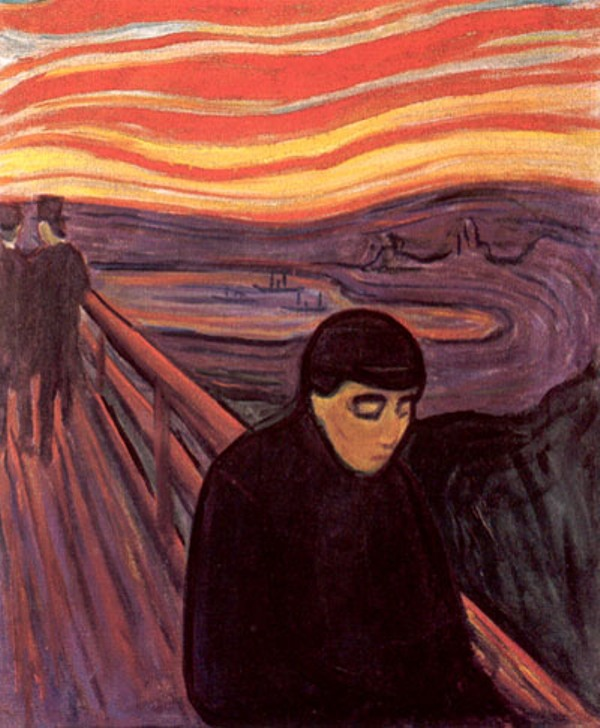
Verzweiflung (1894), Munch-Museum Oslo
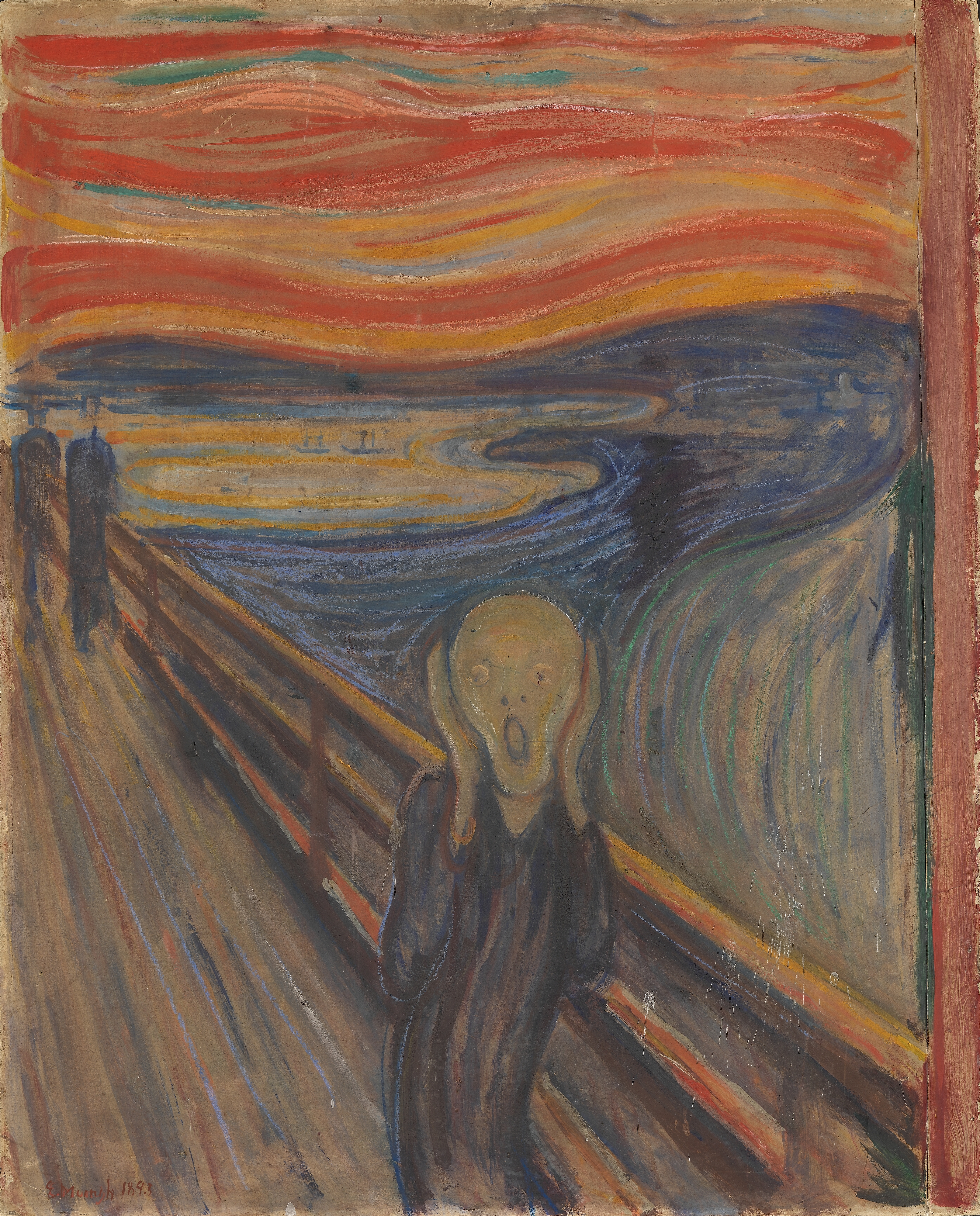
Der Schrei (1893), Norwegische Nationalgalerie

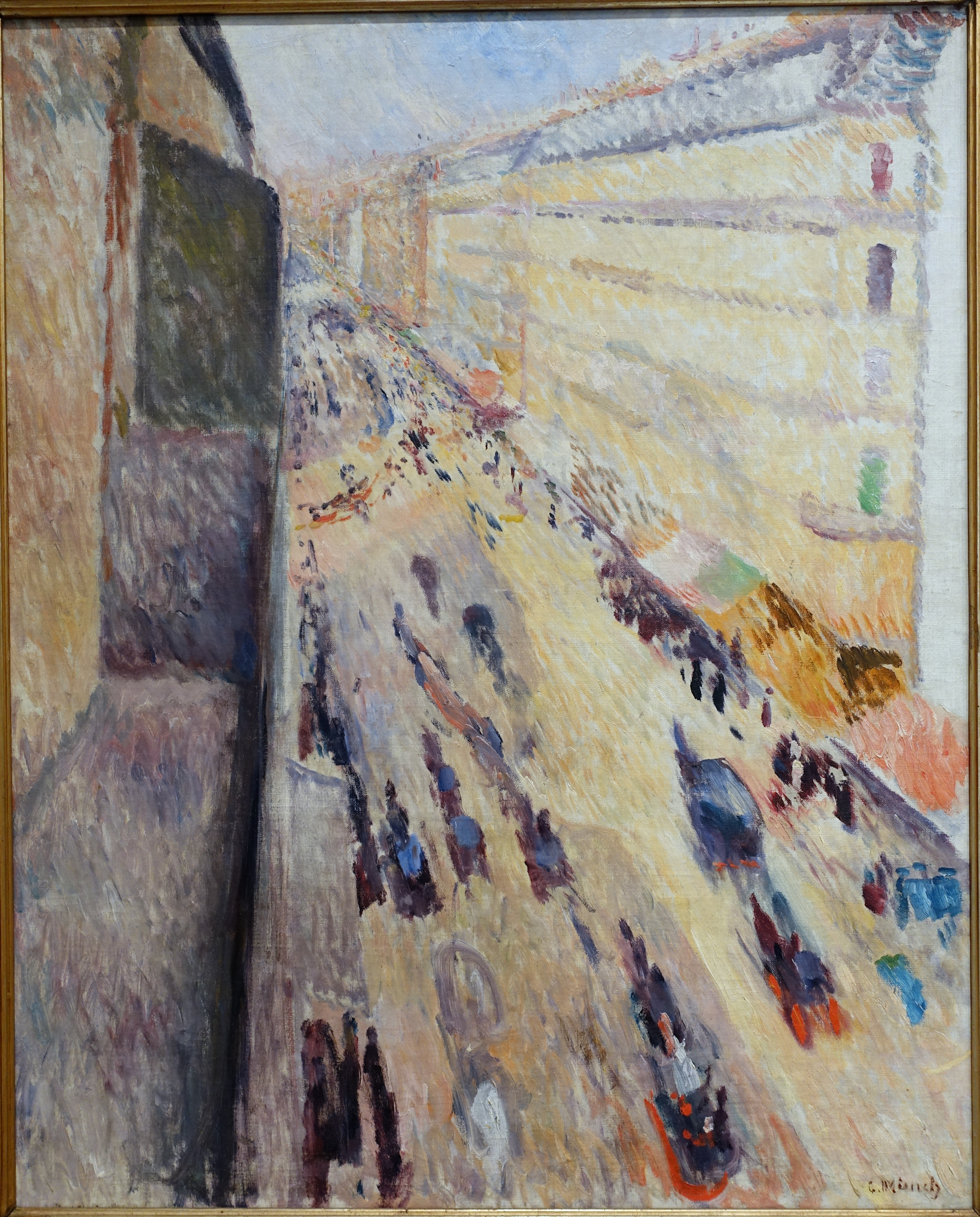
Edvard Munch: Rue de Rivoli (1891), Öl auf Leinwand, 81 × 65,1 cm, Fogg Art Museum, Cambridge

### Gegenbild:Rue de Rivoli
Munch griff die Komposition und Maltechnik von Rue Lafayette noch in einem zweiten Bild aus dem Jahr 1891 auf, einer Darstellung der Pariser Rue de Rivoli. In der gespiegelten Perspektive führt die Diagonale nun nicht mehr aufwärts, sondern laut Ulrich Bischoff „mit beinahe dramatischer Geschwindigkeit in die Tiefe“. Der Balkon, auf dem sich der Betrachter befindet, bildet am linken Bildrand eine Mauer aus grünen und violetten Rechtecken, die nach vorne zu kippen scheinen. Die steil abfallende Straßen- und Häuserflucht lässt nur ein kleines Dreieck blauen Himmels frei. Das Straßenleben selbst wird mit starker Abstraktion abgebildet: im Vordergrund sind Passanten und Kutschen als Farbflecke gemalt, im Hintergrund werden sie zu einer Vielzahl von pointillistischen Punkten.
Wie in Rue Lafayette hat Munch laut Tone Skedsmo auch in Rue de Rivoli die „‚Unendlichkeit‘ der Pariser Straßenfluchten“ fasziniert. Beide Bilder sind für Bischoff Teil einer „ruhigen und ungestörten Insel“, verglichen mit dem „beängstigend strudelnden“ Gesamtwerk, das Munch in den 1890er Jahren geschaffen hat (vgl. etwa den Lebensfries).

## Rezeption und Provenienz
Der französische Fotograf Constant Puyo nahm bei seiner 1906 veröffentlichten Fotografie Montmartre explizit Bezug auf die Komposition von Munchs Rue Lafayette. Sie zeigt ein Dienstmädchen, das sich im Dachgeschoss eines Hauses auf dem Pariser Montmartre über eine Balkonbrüstung beugt, um in die Tiefe zu blicken.

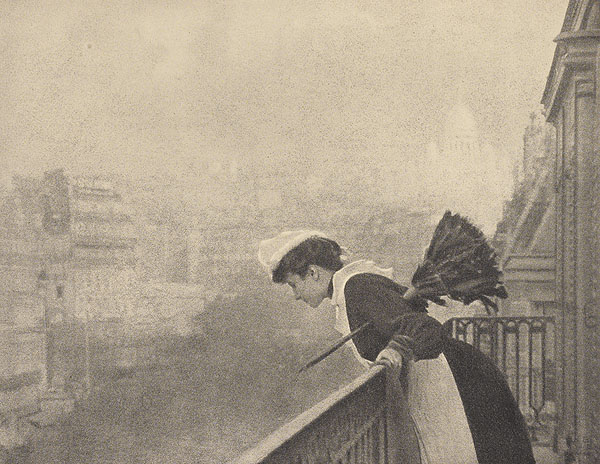
Constant Puyo: Montmartre (1906)

Die Norwegische Nationalgalerie erwarb Rue Lafayette 1933 mit einer Spende des Kunstsammlers und Mäzens Olaf Schou.